# Вместе (скульптура, Хельсинки)
Вместе (фин. Yhdessä) — полуабстрактная скульптура в стиле паблик-арт финского художника Бьёрна Векстрёма, расположенная во дворе Кайвопиха между универмагом «Стокманн» и железнодорожным вокзалом в Хельсинки.

## История
Скульптура выполнена в 2018 году по заказу Студенческого общества университета Хельсинки в год 150-летия со дня его основания.
Бронзовая скульптура создаёт аллюзию на слившуюся в танце пару, символизирующую солидарность в обществе, равноправие и стремление к уважению универсальных прав человека.
Гравировка на постаменте из красного гранита содержит текст на финском языке: «Helsingin yliopiston ylioppilaskunta ∙ Tulevaisuuden puolesta ∙ 150-vuotiaan ylioppilaskunnan kunniaksi ∙ 13.5.2018». Позднее были добавлены идентичные гравировки на шведском и английском языках.
Работа над скульптурой финансировалась из средств HYY Yhtymä. Скульптура была отлита в городе Пьетрасанте, в Италии. Синяя патина была разработана Бьёрном Векстрёмом совместно с литейной фабрикой «Fonderia Mariani», а гранитное основание выполнено финской фирмой «Loimaan Kivi».